# ۱۰ زتامتر
برای درک فواصل، این صفحه فهرست فواصل ۱۰ زتامتر به بالاست(1022 m یا ۱٫۱ میلیون سال نوری).

## فواصل کمتر از ۱۰ زتامتر
- 24 Zm — ۲٫۵ میلیون سال نوری — فاصله تا کهکشان زن برزنجیر
- 30.8568 Zm — ۳٫۲۶۱۶ میلیون سال نوری — ۱ مگاپارسک
- 40 Zm — ۴٫۲ میلیون سال نوری— فاصله تا آی‌سی ۱۰
- 49.2 Zm — ۵٫۲ میلیون سال نوری —پهنای گروه محلی
- 57 Zm — ۶ میلیون سال نوری — قطر کهکشان غول آی‌سی ۱۱۰۱
- 95 Zm — ۱۰ میلیون سال نوری— فاصله تا کهکشان سنگتراش در گروه سنگتراش
- 95 Zm — ۱۰ میلیون سال نوری — فاصله تا مافی ۱، نزدیک‌ترین کهکشان غول بیضوی در گروه مافی ۱